# Tetepango
Tetepango är en ort i Mexiko.   Den ligger i kommunen Tetepango och delstaten Hidalgo, i den sydöstra delen av landet, 70 km norr om huvudstaden Mexico City. Tetepango ligger 2 100 meter över havet och antalet invånare är 7 289.
Terrängen runt Tetepango är kuperad österut, men västerut är den platt. Runt Tetepango är det tätbefolkat, med 683 invånare per kvadratkilometer. Närmaste större samhälle är Mixquiahuala de Juarez, 15,7 km norr om Tetepango. Omgivningarna runt Tetepango är en mosaik av jordbruksmark och naturlig växtlighet.